# قارچ دم‌بوقلمون
قارچ دم بوقلمون (نام علمی: Trametes versicolor) نام یک گونه قارچ از راسته تاقچه‌ای‌قارچ‌سانان است که پلی‌ساکارید کی از آن گرفته شده است.

## نگارخانه

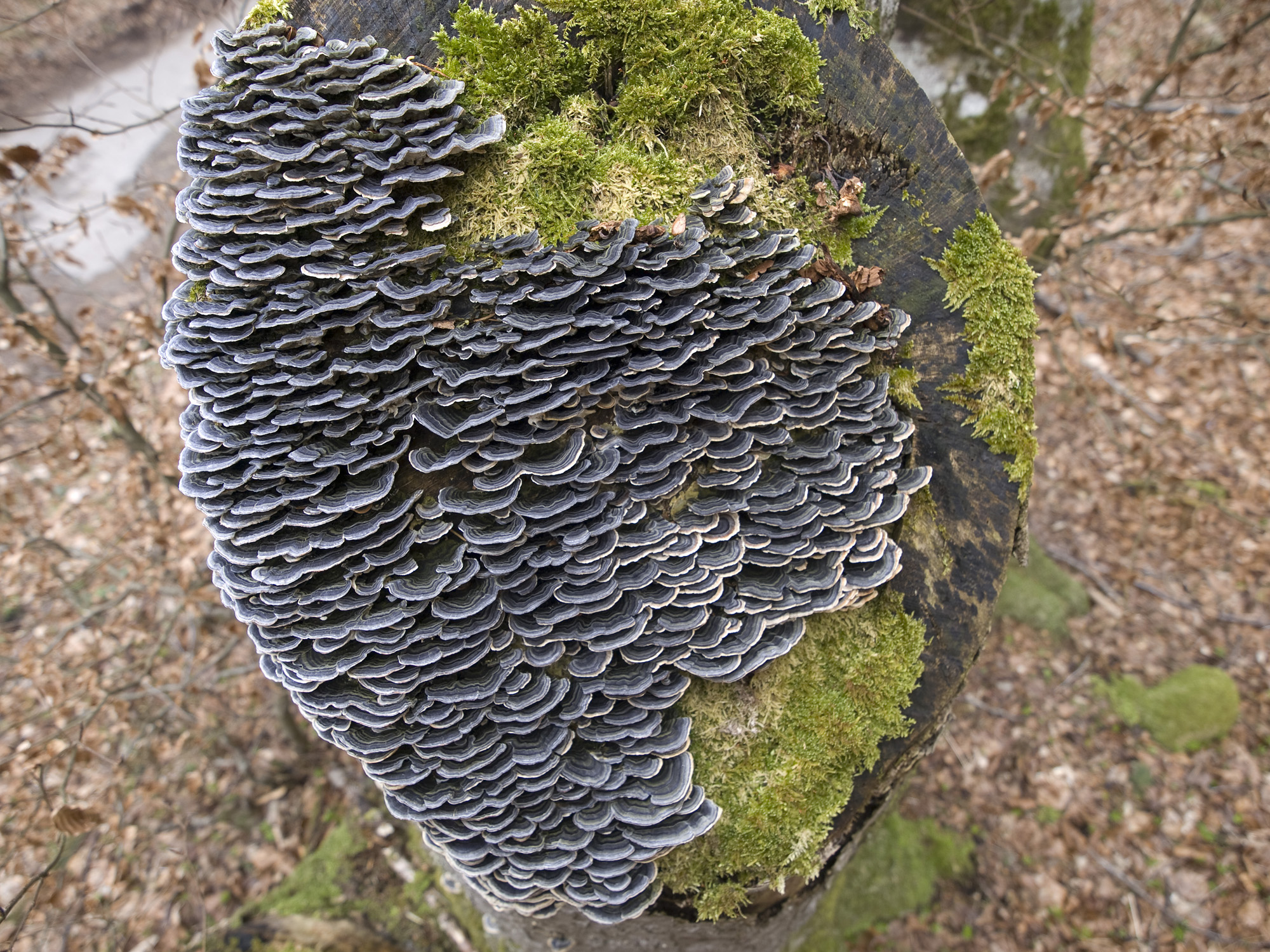
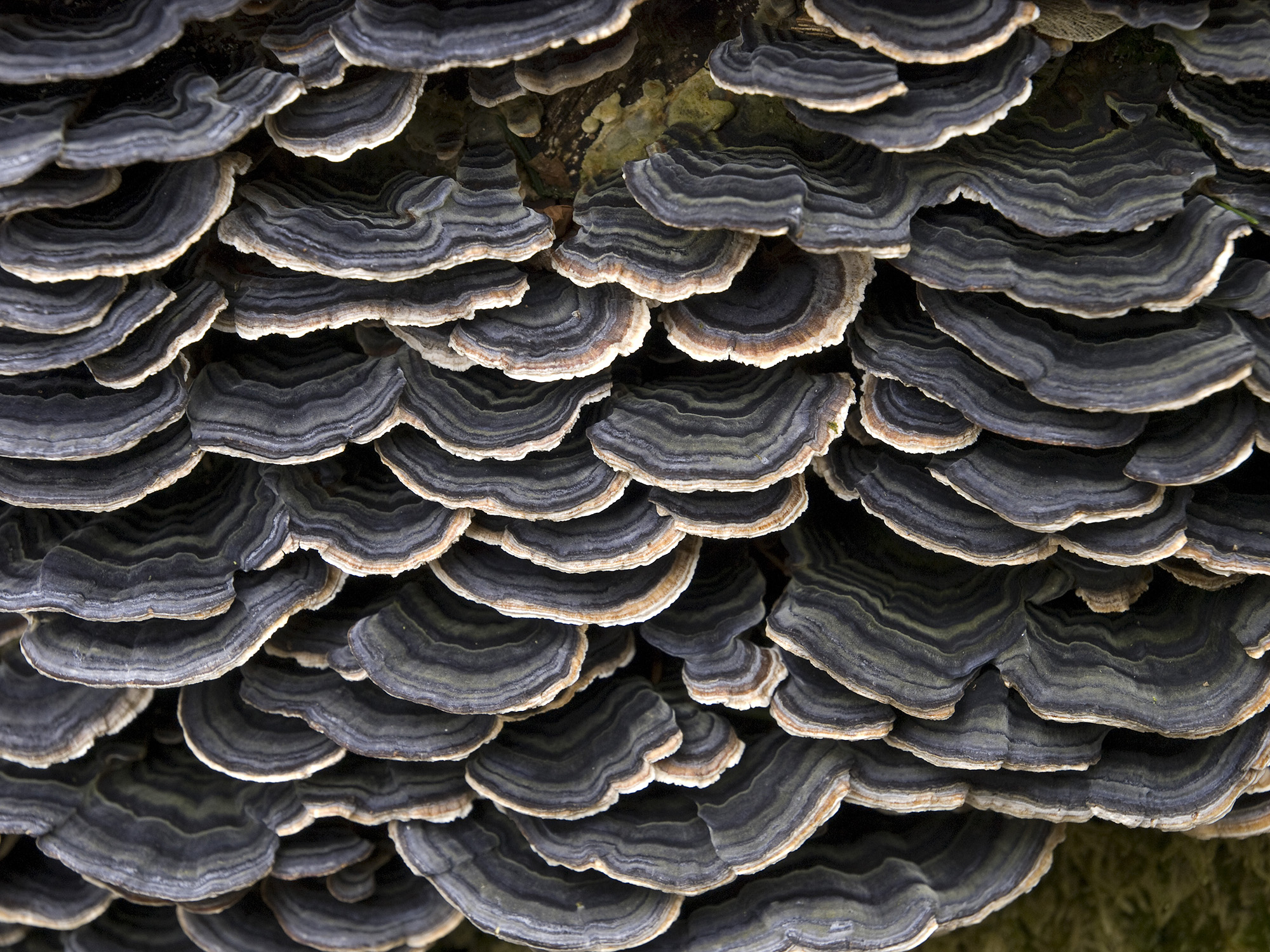
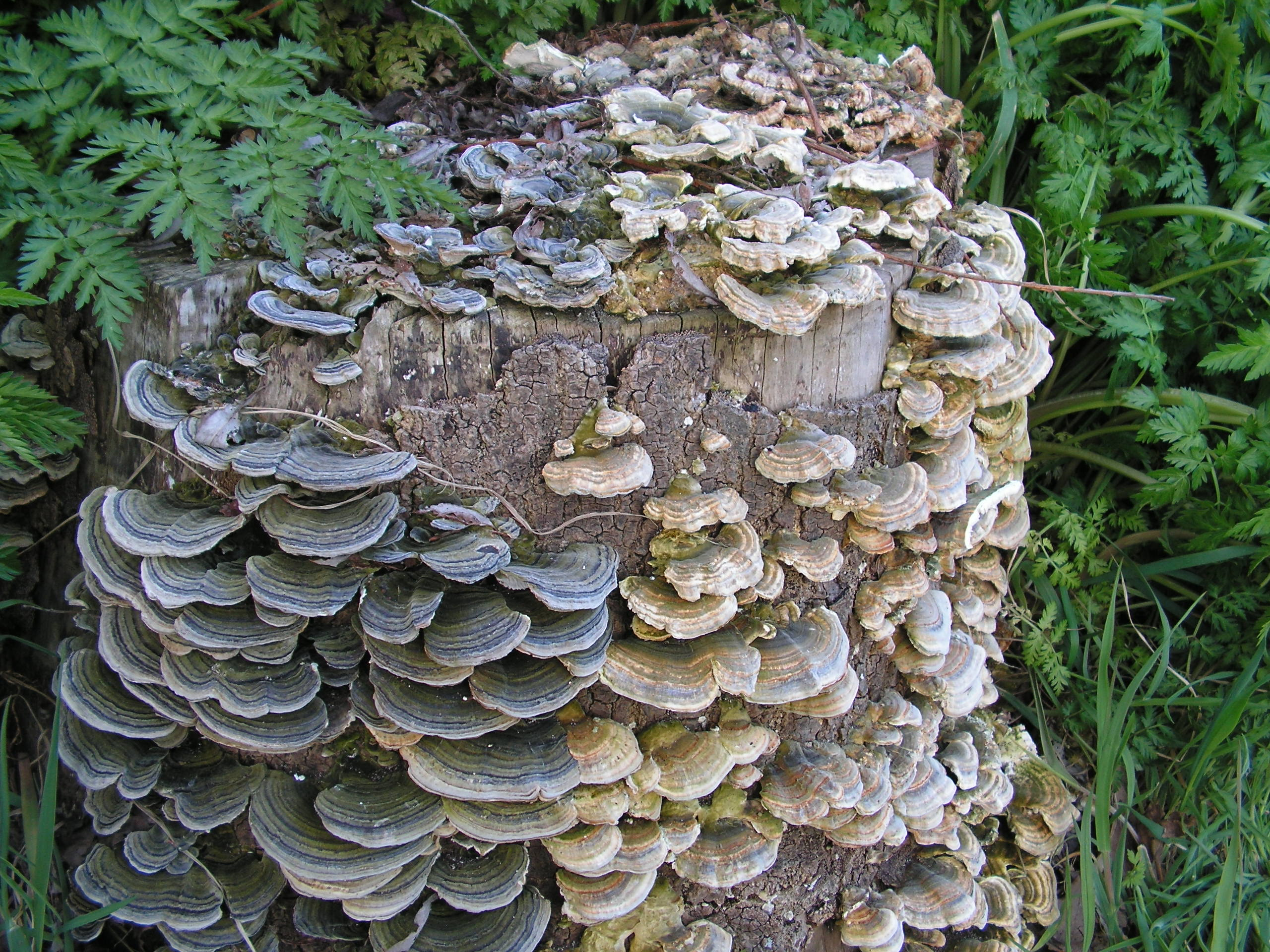
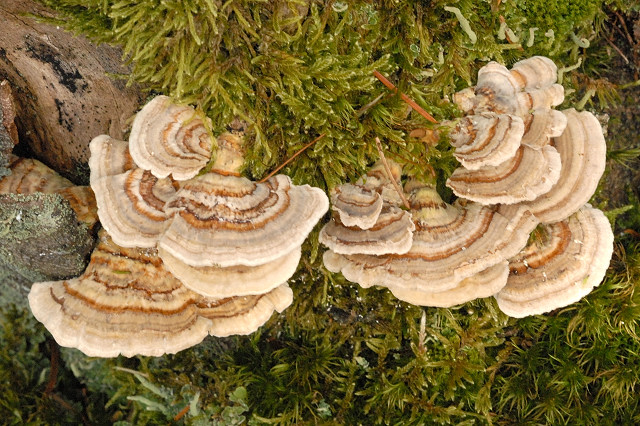
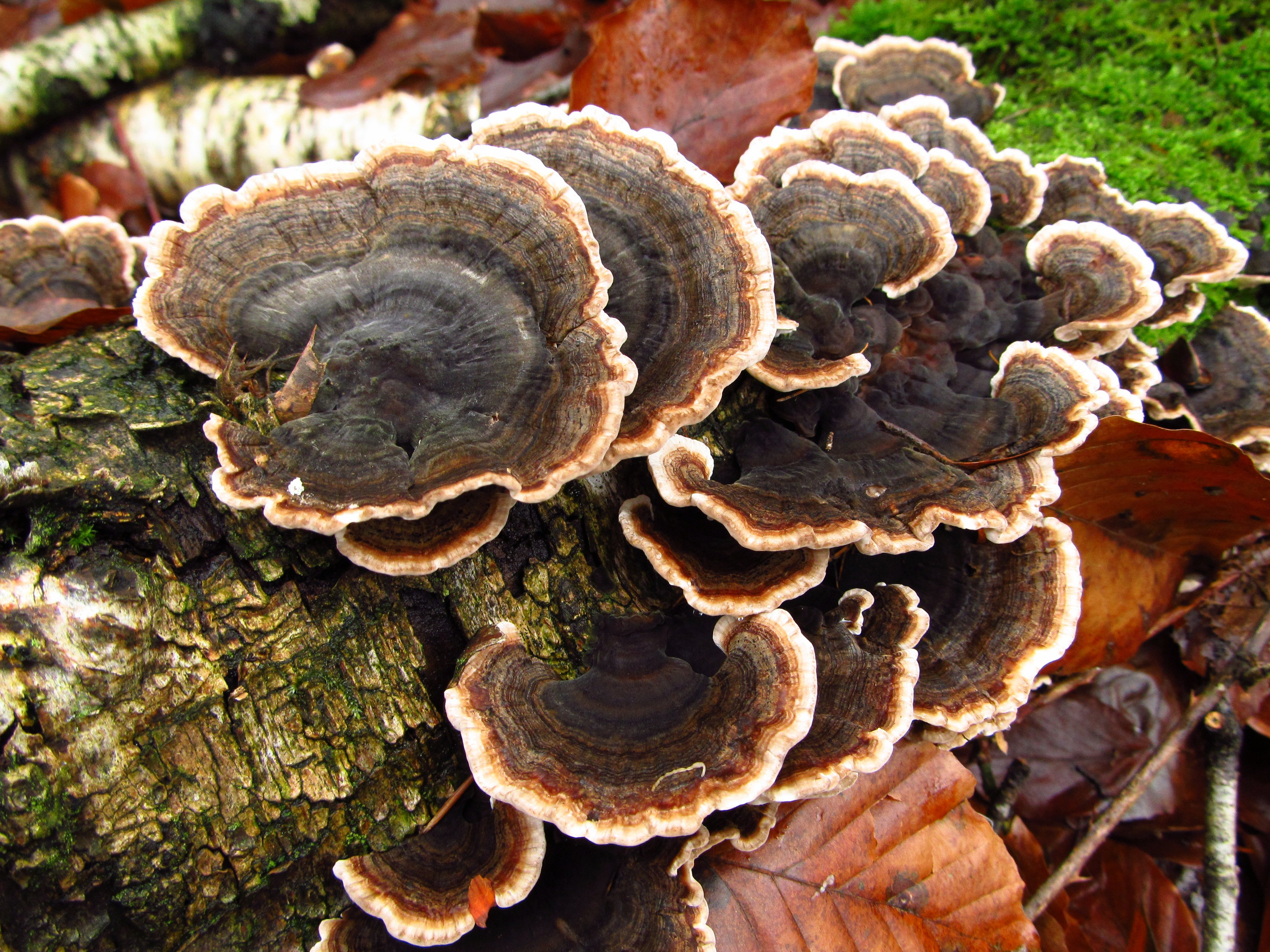